# Dimos Chalki
Dimos Chalki (Chalki) är en kommun i Grekland.   Den ligger i prefekturen Nomós Dodekanísou och regionen Sydegeiska öarna, i den sydöstra delen av landet, 400 km sydost om huvudstaden Aten. Antalet invånare är 295. Dimos Chalki ligger på ön Nísos Chálki.